# Берендеево болото
Берендеево болото — болото близ посёлка Берендеево Ярославской области. Является одним из неофициальных исторических и природных памятников центра России.
Берендеево болото, находясь на сравнительно возвышенном плато, даёт начало рекам и речкам. По южному склону из него вытекают Киржач и Серая, по северо-восточному — Шаха и Рокша, по северному — Трубеж. Впадает в болото река Ивановка (в старину — Иваневка, к концу XX в. это название забылось и теперь местные жители называют её Вонявкой).

## Гидрология
Считается, что 4–4,5 тысячи лет тому назад болото ещё было озером, хотя и начавшим зарастать.
Чередование трансгрессий и регрессий (для торфяников — обводнений и иссушений) в центре Волго-Окского междуречья довольно точно соответствует таким же колебаниям, отмеченным в торфяниках Швеции Е. Гранлундом, а также кривой увлажнённости материков Северного полушария, ритм которой в 1850–1900 годах был определён А. В. Шнитниковым.
Болото всегда являлось естественным аккумулятором водного баланса большой территории Залесского края. Оно, как и озеро в древние времена, даёт жизнь двум рекам — Малому Киржачу и Трубежу. Но из-за инженерного просчёта 1950-х годов, когда осушительными каналами основной поток был направлен в реку Малый Киржач, река Трубеж безвозвратно обмелела, а Плещеево озеро стало мелеть и зарастать.

## Разработка
В 1918 году, в период экономического и энергетического кризиса, на Волчьей горе начинают сводить лес, строить рабочие бараки и разрабатывать торф. Торф добывали вручную: по колено в ледяной воде, лопатами резали куски и отвозили на деревянных тачках, потом складывали куски в штабеля. Когда доходили до повышенной влажности в торфе и пнистости, добычу здесь прекращали и переходили в другие места. Уже в 1938 году кусковым методом было добыто 70 тыс. т на сумму 246 160 руб. курса рубля 1938 года. В начале 50-х годов на торфопредприятии приступили к более прогрессивному методу добычи торфа с применением электрических, а затем дизельных торфоуборочных машин. Разработка торфяника фрезерным способом, когда получали торфяную крошку, позволяла вскрывать большие площади Берендеева болота и вырабатывать торфяную залежь полностью, до слоёв сапропеля или озёрного песка.
Из нескольких десятков торфяных массивов, обследованных в Переславском районе в первые годы Советской власти, Берендеевское болото — самое крупное и самое первое, подвергшееся промышленной разработке. По детальному исследованию «Ленгипроторфа» в 1939 году, спустя почти 20 лет с начала разработок, «запасы торфа-сырца определены в 173,5 миллиона кубических метров». На болоте производилась промышленная добыча торфа для питания Ярославских электростанций и котельных некоторых крупных фабрик. Сейчас здесь крупное торфопредприятие, брикетный завод, разветвлённый железнодорожный узел и социалистический городок с несколькими посёлками вокруг них.
С освоением фрезерного метода появляется новый посёлок с многоэтажными домами, построенными из шлакобетонного кирпича, магазины, школа, дом культуры, ремонтные мастерские и больничный городок. В начале 60-х годов, в целях противопожарной безопасности торфяника, создаётся водохранилище, излюбленное место отдыха и рыбалки жителей Центрального посёлка. А на берегу его, около села Давыдово, строится брикетный завод, выпускающий торфяные брикеты для отопления населённых пунктов Советского Союза.
Разработка торфяника фрезерным методом способствовала разгадке тайн Берендеева болота. С 1964 по 1979 года было открыто более 20-ти археологических памятников от эпохи мезолита до эпохи бронзы X–V тысячелетия до н. э.

## Флора
На болоте отмечаются следующие виды орхидных: Пальчатокоренник мясо-красный, Пальчатокоренник пятнистый, Пальчатокоренник Траунштейнера, Дремлик болотный, Тайник яйцевидный, Офрис насекомоносная, Любка двулистная.
Подробное и поэтичное описание ландшафта и флоры Берендеева болота на рубеже XIX и XX веков содержатся в очерке ботаника А. Ф. Флёрова.

## Археология
Берендеево болото в палеогеографической и археологической литературе хорошо известно по многочисленным публикациям, статьям и ссылкам. Планомерных раскопок на торфянике до лета 1979 г. не производилось, хотя первые находки известны ещё с 1954 года.
В 1964 году ученик 5 класса Берендеевской восьмилетней школы Саша Бакаев принёс в Переславский музей целый портфель предметов, характерных для эпохи неолита. Вместе с товарищами он их нашёл на болоте во время разработок торфа машинами. Музей счёл необходимым послать в Берендеево своего научного сотрудника. Он потом писал, что удивлялся богатству стоянки людей, живших тут 4-5 тыс. лет тому назад:

Она находится в 1,5 км к югу от Волчьей горы. При добыче торфа на месте стоянки был снят слой порядка 1–1,5 метра глубиной. Когда торфяные машины достигли песка, на поверхности стали попадаться непонятные для рабочих предметы: костяные стрелы, наконечники, кинжалы, керамика, отдельные кости разных животных. Обилие предметов на поверхности стоянки поразило меня. Буквально за какие-то полтора часа мой рюкзак был полон…— 
В середине 1960-х годов в западном секторе болота при фрезерной добыче торфа одновременно было вскрыто и уничтожено несколько памятников эпохи мезолита и неолита. Некоторые из них (Берендеево I, II, IIа, III, IV) частично удалось изучить, остальные же в настоящее время полностью разрушены. От них осталась только небольшая коллекция, собранная на торфополях местным энтузиастом А. М. Бакаевым. Судя по этим находкам, на палеоозере было около 10 древних поселений, кроме того, в 7 пунктах найдены единичные орудия труда и фрагменты неолитической керамики.
Гидроним близок к названию урочища Беренда в долине реки Броварки. С Берендеевым болотом связаны зафиксированные ещё в XIX веке интересные предания, прямо указывающие на проживание в этой местности иноэтнического (неславянского и нефинно-угорского населения), возможно «переяславских торков» (известных по летописям, как чёрные клобуки или берендичи). Об этом упоминает Географическо-статистический словарь Российской империи, сообщающий, что в той части Берендеевского болота, которая относится к Переяславскому уезду, поднимается возвышенность, заросшая со всех сторон, кроме верхушки, сосновым лесом; на этой верхушке есть остатки древних поселений. По устным местным преданиям, на вершине горы был город Берендеев, а в нём жил царь Берендей. Именно на этой фольклорно-исторической основе возникла известная русская сказка о лесном царе Берендее. Очевидно, торки попали сюда в период войн Юрия Долгорукого и Андрея Боголюбского за стол в Киеве, то есть уже значительно позже первых десятилетий пребывания их на землях, предоставленных им русскими князьями.
Гора, на которой теперь расположен посёлок Берендеево, в прошлом являлась полуостровом, вдающимся в бывшее озеро. Восточные и южные склоны этого мыса круты, возвышаются на 25–40 м над предполагаемым берегом озера. А вот северо-западные склоны поднимаются к вершине, имея угол подъёма не более 20–22 м. Здесь видны следы земляных укреплений. Первым на это городище обратил внимание Д. И. Хвостов в 1820 году. Отметив, что окрестности Берендеева болота были подарены Петром I своему кабинет-секретарю Макарову, Хвостов пишет, что на рубеже XVIII и XIX столетий один из его предков, Н. П. Макаров, и местные старики «находили ещё остатки частью мусорной, каменной и деревянной мостовых внутри городища Берендеева». Переславец А. А. Селиванов, который побывал на городище 7 октября 1826 года, писал:

Позднее время осени не допустило меня вполне решить все розыски мои о бывшем городе Берендеево, кажется, уже совсем стёртом с лица земли, но со всем тем в сказанный день я был на Берендеевом городце и при обозрении моём нашёл сие место довольно возвышенным, занимающим не малое пространство, поросшее лесом. На сём городище с прикосновенных к Берендееву болоту сторон явно заметно существование высокого вала, который я приказал несколько разрыть, и при подошве оного оказалось множество камней разных родов… в середине сего городища имеется площадка, на коей видно несколько малых возвышенностей и ям. Следов мостовой, засвидетельствованной господином Макаровым, я ещё не отыскал.

В настоящее время Археологический комплекс Берендеево насчитывает одиннадцать памятников эпохи мезолита, неолита и более позднего времени, расположенных на прибрежных суходолах и островах Берендеевского болота.

## Легенды и предания
Одно из преданий о победе русских воинов над поляками, подтверждено летописными сообщениями. 8 ноября 1612 года на поле между деревней Милославка и селом Давыдово произошла битва русских ополченцев с отрядом пана Сапеги. И там, где речка Ивановка впадает в Берендеево болото, переславские отряды под руководством воеводы Андрея Вильяминова разбили поляков.

### Царь Берендей
Существует несколько легенд о царе Берендее, его дворце, золотой карете. В основном это интерпретации поэтической легенды.

### Каменная баба
В разных интерпретациях: «Мать, по имени Рогнеда, идёт к озеру и ищет своего сына. Находит его утопленным. Проклинает озеро, за что превращается в каменную бабу, а озеро превращается в болото».
- Первое упоминание о каменной бабе относится к 1830 году в журнале «Пешеходцы от Москвы до Ростова»[1].
- В 1869 году ярославский краевед В. И. Лествицин в своих путевых заметках подтверждает нахождение таковой в окрестностях Берендеева болота[1].
- В 1928 году, краевед Л. Гамельман так же предпринял поиски «бабы». Он не нашел её, зато записал рассказ слепого столетнего жителя села Чернецкого Ф. П. Щетинина, утверждавшего, что она раньше находилась у села Чернецкого, величиной была в печь, имела фигуру и лицо женщины. Во время постройки Северной железной дороги её разбили на куски и их уложили в основания железнодорожного моста через речку Трубеж. И он, якобы перевозил эти камни через болото[1].
- В 1940 году Ярославский антирелигиозный музей предпринял безуспешную попытку отыскать каменную бабу[1].
- В 1960 году историк В. Сагетдинов осуществил поиски той же «бабы». И он её не нашел, но утверждал, что открыл капище с каменными фигурами[1].
- В 1965 году Волчью гору посетили сотрудники Переславля-Залесского историко-художественного музея: К. И. Иванов, В. И. Панфилов, А. А. Зеленцов и С. Д. Васильев. Последний писал, что их разведкой обнаружены земляные укрепления городища[1].
- В 1966-67 годах на Волчьей горе провел разведку археолог А. Л. Никитин[1].
- По версии сотрудницы национального парка «Плещеево озеро» Марины Дорофеевой, каменная баба стояла на Волчьей горе, рядом с Берендеевским болотом. Фигура из бурого песчаника, напоминающая женщину. По легенде, это мать царя Берендея, утонувшая в озере. Перед дождём она «плакала» — на её лице появлялась влага[18].
- По данным местного краеведа Бакаева А. М. в 1943 году пленные немцы, лагерь которых находился недалеко от Волчьей горы, разбили каменную «бабу», употребив её куски в фундамент строящейся бани[1][18].

Место нахождения каменной бабыпротиворечивы. По утверждениям очевидцев, кто-то видел её у подножия Волчьей горы, кто-то в местечке Глиняная пустошь, а другие — в окрестностях села Чернецкое. Старожилы утверждают, что она точно была в 1950-х годах. У подножья Волчьей горы в песчаном карьере много валунов внушительных размеров. Некоторые по форме напоминают сидячих зверей или фантастических персонажей. Валуны синего цвета есть в глиняном карьере севернее Волчьей горы, а у села Чернецкое находится целое «кладбище» таких валунов. Также сообщали о причудливом камне с очертаниями человеческого лица, который находится недалеко от села Багримово.

### Лешев камень
Большой валун тёмно-красного цвета с отпечатком, напоминающим человеческую ладонь. Исчез во время разработок Берендеевского болота. По рассказам местных жителей, в 30–40-е годы, отправляясь на охоту, мужики оставляли табак на камне, а женщины, собираясь по ягоды, приносили к камню домашнюю выпечку — иначе «леший в чащу заведёт».

## В искусстве
Когда провели Ярославскую железную дорогу, Александр Островский стал ездить по ней мимо станции Берендеево, появившейся в 1868 году. Давно обдуманная пьеса «Снегурочка» оконкретизировалась местом действия и была закончена в 1873 году. Переславские краеведы предполагают, что драматург, много раз проезжавший в своё Щелыково через их край, вдохновился старыми преданиями, знал о Ярилиной горе. Недаром он ввёл её в декорации четвёртого действия сказки. Щелыковские краеведы утверждают, что действие поэмы-сказки «Снегурочка» развёртывалось у них, и показывают Ярилину долину, где растаяла Снегурочка и где до сих пор на этом месте бьёт из земли Голубой ключик.
В 1926 году по заданию областной газеты «Северный рабочий» на Берендеево приехал писатель Михаил Пришвин писать очерки о торфоразработках. Он услышал здесь разные легенды. О «берендеях» советского времени Пришвин написал в рассказах «Лесная капель», «Корабельная роща» и «Кладовая солнца». В книге «Родники Берендея» он представил образ болота, который отличается от наших о нём представлений: «В болоте живу, где качается земля и человек висит над тёмной бездной, опираясь ногой в скопления растений, где зарождаются туманы и создаются небеса». Для писателя болото — природная и вместе с тем духовная реальность, которая соединяет небо и землю, сфера идеального, существующего в самой реальности, хотя и не всем доступного. Болота — царство Берендея — Пришвин даже связывает с образом Невидимого града: «Берендей потому мудрый царь, что заставил себе служить всё, что люди называют злом: комары, слепни, гнус, и топь, и кочки — всё это охраняет Берендеево царство от вторжения недостойных людей. Поэтому попасть в Берендеево царство всё равно, что в Невидимый град: надо потрудиться, надо быть сильным и чистым сердцем».
Берендеево болото, берендеи и царь Берендей упоминается в поэтических произведениях разных авторов.

К тебе, родимое Залесье,

Где всё так дышит стариной,

Где столько сказок, столько песен,

К тебе лечу своей мечтой.

Купань, Усолье, Кухмарь, Вёкса,

Старинный кремль в кольце валов,

Где Трубеж преданно улёгся

Хранить безмолвно быль веков.

Шумит Плещеево играя,

О чём-то шепчутся леса,

В душе звенят, не умолкая,

Родного края голоса.

— Ты знаешь, — шепчет Синий камень.

— Ты знаешь, помнишь, что я бог?

Нет разговоров между нами,

Клади, раб, жертву мне у ног.

— Скорей, скорей, бушуют волны,

Враги у стен, спасайсь в ладье!

Плыви, греби! Кто кроме молний

Тебя достанет на воде?

— На Берендеево болото -

Стучит в лесу осенний дождь -

Ты не ходи, там водит кто-то

Как «баба» сгинешь, пропадёшь.

О, край! О, синее Залесье!

Цепь изумрудных берегов,

Какое сердце не загрезит

Волшебной былью твоих снов!

— Сергей Елховский, начало XX века
В лирике Николая Тряпкина «берендеево царство» — эта «угрюмая страна» с её «могучей природой», похожей на Россию, зима здесь именно такая, как где-нибудь в лесу средней полосы:

За синие своды,
За вешние воды
Зовут меня детские сказки природы,
На белую гору, к метельному бору,
Отвесить поклон старику Зиморогу.
Сосновые своды, глухие проходы…
Я слушаю тайную флейту природы,
Иду через дремы, очнуться не смея,
К прогалинам детства, в страну Берендея…— Тряпкин Н. И.
.